# A Cara do Pai
La Cara del Padre es una serie de televisión brasileña humorística producida y exhibida por la Red Globo que estrenó en 18 de diciembre de 2016 y terminó en 31 de diciembre de 2017 . Idealizada por Paulo Cursino y Leandro Hassum y roteirizada por Daniel Adjafre, con la dirección general y artística de Fabrício Mamberti.
Con Mel Maia, Leandro Hassum, Alessandra Maestrini, Kaik Brum, Pietra Hassum, Cristiana Pompeo, Walter Breda y Thiago Rodrigues y la primera actriz Betty Faria.

## Enredo
Théo (Leandro Hassum) es un comediante divorciado de Sílvia (Alessandra Maestrini) que gana la vida haciendo shows de stand-up, con su hija Duda (Mel Maia), de 10 años de edad. Con el fin de la boda, él se vio delante del mayor desafío de su vida: probar para todos, inclusive para sí propio, que es capaz de ser un padre presente compañero y responsable.
Sólo que su gana de hacer las cosas correctas sólo es comparable a su talento para escoger los caminos errados. Menos mal que Duda es una chica madura para enxergar que atrás del paizão para allá de confundido y desastrado y existe alguien capaz de amarla más del que todo: el mejor padre del mundo!

## Elenco
- Leandro Hassum interpreta Théo Moreira: Comediante, divorciado y padre de Duda. Un poco irresponsável, pero de corazón grande. Enamorado por la hija, hace todo para agradar Duda, pero en la mayoría de las veces sólo hace pasar vergüenza aún.
- Mel Maia interpreta Maria Eduarda "Duda" Moreira: Hija de Théo y Silvia, con diez años, consigue ser más esperta y madura que los padres. Aun muriendo de vergüenza de Théo, entiende sus esfuerzos y nunca duda de su amor.
- Alessandra Maestrini interpreta Sílvia: Exmujer de Théo y madre de Duda. Controladora, vive a las turras con el ex a causa de su irresponsabilidade. Pero por la hija es capaz de todo, incluso de darse bien con Théo, o por lo menos, intentar.
- Betty Faria interpreta Iolanda sogra de Théo Moreira.
- Cristiana Pompeo interpreta Joana Macedo: Independiente, creó sola su hija única, Alice. Exnovia y actual vecina de Théo. Los dos acaban haciéndose buenos amigos.
- Pietra Hassum interpreta Alice Macedo: Hija de Joana, adolescente moderna y superantenada en las tendencias, se hace mejor amiga y confidente de Duda.
- Thiago Rodrigues interpreta Ricardo: Actual novio de Sílvia. El opuesto de Théo, organizado, responsable, “perfecto”.
- Kaik Brum interpreta Ricardinho: Hijo de Ricardo. Idolatra el padre, que nunca lo hace pasar vergüenza. Estudia en el mismo colegio de Duda.
- Walter Breda interpreta Aldair Moreira: Jubilado, divide el apartamento con el hijo, Théo. La voz de la razón en la vida de Théo, intenta alertar el hijo de sus errores. Si da muy bien con la nieta, Duda.
- Alexandre Lino interpreta Gilmar: Porteiro del Edificio donde viven Théo, Aldair, Joana y Alice.
- Zéu Britto interpreta Nilson. Él trabaja con Théo.

### Participaciones
| Actor               | Personaje                       |
| ------------------- | ------------------------------- |
| Ana Paula Black     | Profesora                       |
| Analu Prestes       |                                 |
| Anna Rita Cerqueira |                                 |
| Beto Vandesteen     | Su Adamastor                    |
| Bianca Vedovato     | Amiga de Duda                   |
| Bruno Sobral        |                                 |
| Betty Faría         | Iolanda                         |
| Enzo Simi           | Pedro Cavalcante (Pedrinho)     |
| Eunice Bráulio      | Dueña Zélia                     |
| Júlia Svacinna      |                                 |
| Marcello Airoldi    | Aloísio Cavalcante              |
| Monique Alfradique  |                                 |
| Rodrigo Dorado      |                                 |
| Vitor Figueiredo    |                                 |
| Virgínia Cavendish  | Carmem Cavalcante               |
| Yasmin Gomlevsky    | Vendedora en la tienda de ropas |

## Recepción
João Paulo Reyes, en su crítica para el Observatorio de la Televisión dijo que a "estrena de 'La Cara del Padre' es despretensiosa y queda con el horario (...) Por el piloto pudimos notar que el guión es descompromissado, no trae ningún elemento original, pero se muestra eficiente como entretenimiento para un domingo a la tarde, día tan carente de atracciones que consigan prender el telespectador."
André Santana, también del Observatorio de la Televisión, dijo que "aún no trayendo nada de nuevo, 'La Cara del Padre' es una importante apuesta de la Globo en una dramaturgia más infanto-juvenil. Tras extinguir toda su programación infantil, el canal difícilmente da oportunidad para niños, y la nueva serie, a pesar de venir con una propuesta familiar, tiene buenas oportunidades de agradar la molecada."
- Datos: Q28680117